# الزراعة في العصور الوسطى

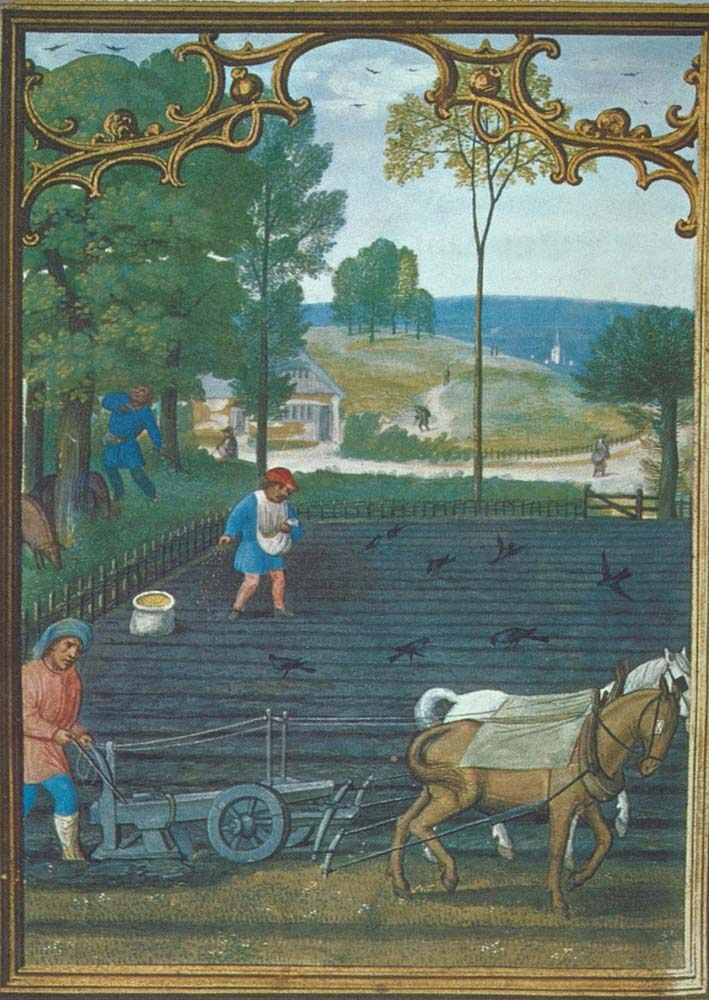
الزراعة في العصور الوسطى

تصف الزراعة في العصور الوسطى ممارسات الزراعة والمحاصيل والتكنولوجيا والمجتمع الزراعي واقتصاد أوروبا من سقوط الإمبراطورية الرومانية الغربية في عام 476 م إلى حوالي 1500 م. أحيانا تسمى العصور الوسطى عصر القرون الوسطى أو الفترة. تنقسم العصور الوسطى أيضًا إلى العصور الوسطى المبكرة والعالية والمتأخرة. تبعت الفترة الحديثة المبكرة العصور الوسطى.

## العصور المظلمة
تقول وجهة النظر الشائعة بأن انهيار الإمبراطورية الرومانية الغربية سبّب «عصرًا مظلمًا» في أوروبا الغربية الذي أُهملت أو فُقدت فيه «الثقافة والمدنية»، و«الفنون الإبداعية»، و«العديد من الفنون المفيدة». لكن، في المقابل، يمكن أن تكون أحوال المزارعين، الذين شكّلوا 80 بالمئة أو أكثر من تعداد السكان الكلي، قد تحسنت في أعقاب الإمبراطورية الرومانية. شهدَ سقوط روما «تقلص أعباء الضرائب، وإضعاف الأرستقراطية، وبالتالي حرية أكبر للفلاحين». كانت «الفيلات (المزارع)» أو العقارات الزراعية تتناثر في ريف الإمبراطورية الرومانية، التي وصّفها بلينيوس الأكبر «بخراب إيطاليا». كانت المزارع مملوكة من قِبل أرستقراطيين أثرياء ويعمل فيها الرق بشكل جزئي. كان يوجد أكثر من 1,500 مزرعة (فيلا) في إنجلترا لوحدها. مع سقوط روما، هُجرت المزارع (الفيلات) أو تحولت إلى استخدامات ذات منفعة أكثر من كونها استخدامات خاصة. «في غرب أوروبا، في ذلك الوقت، نستطيع أن نرى تأثير التحرر من ضغط تجارة وجيش وضرائب الإمبراطورية الرومانية، والعودة إلى الزراعة المبنية على الاحتياجات المحلية أكثر».
يمكن أن يكون انخفاض التعداد السكاني في القرن السادس، وبالتالي نقص اليد العاملة من العوامل التي سهلت الحصول على حرية أكبر بين سكان الريف الذين كانوا إما من العبيد أو ممن رُبط بالأرض بموجب القانون الروماني.
الإمبراطورية الرومانية الشرقية في بدايات العصور الوسطى، اختلف تاريخ الزراعة في الإمبراطورية الرومانية الشرقية عنه في أوروبا الغربية. شهد القرن الخامس والسادس توجهًا متزايدًا نحو التجارة والزراعة الصناعية، خصوصًا لزيت الزيتون والنبيذ، وتبني تقنية جديدة مثل معاصر النبيذ والزيتون. كانت نماذج المستوطنات في الشرق مختلفة أيضًا عن الغرب. على عكس فيلات (مزارع) الإمبراطورية الرومانية في الغرب، عاش المزارعون في الشرق في قرى استمر وجودها وتوسعت أيضًا.
شبه الجزيرة الإيبيرية يمكن القول أن شبه الجزيرة الإيبيرية قد شهدت تجربة مختلفة عن أوروبا الغربية والشرقية. هناك دليل على هَجر الأراضي الزراعية وإعادة التحريج بسبب نقص عدد السكان، لكن هناك أيضًا دليل على توسع نطاق الرعي واتجاه السوق لتربية الأحصنة والبغال والحمير. يبدو أن اقتصاد شبه الجزيرة الإيبيريّة قد أصبح مفصولًا عن بقية أوروبا، وبدلًا عن ذلك، أصبح شريكًا تجاريًا كبيرًا لشمال أفريقيا في القرن الخامس، قبل وقت طويل من الفتح الإسلامي للأندلس في 711.

## زراعة المسلمين في إيبيريا
فيم أسماه المؤرخ آندرو واتسون الثورة الزراعية العربية، قدّم الحكام العرب المسلمون أو روّجوا في قسم كبير من الأندلس (من القرن الثامن إلى القرن الخامس عشر) عددًا كبيرًا من المحاصيل والتقنيات الزراعية الجديدة في شبه الجزيرة الإيبيريّة (إسبانيا والبرتغال). من بين المحاصيل التي أدخلها العرب: قصب السكر والأرُز والقمح القاسي والحمضيات والقطن والتين. تطلبت العديد من هذه المحاصيل أساليب متطورة من الري وإدارة تصريف المياه، و«تقنيات زراعية مثل تناوب المحاصيل، ومكافحة الآفات، وتخصيب المحاصيل بطرق طبيعية». تساءل بعض الباحثين عن مدى تميز الثورة الزراعية عند العرب (أو المسلمين)، وكم تطورت التقنيات وتوسعت في الشرق الأوسط خلال قرون الحكم الرماني. سواء ينتمي فضل الاختراع بمعظمه لشعوب الشرق الأوسط خلال حكم الإمبراطورية الرومانية أو إلى مجيء العرب، «فقد تغيرت الطبيعة الإيبيرية بعمق» بدءًا من القرن الثامن.

## الإقطاعية
تدريجيًا، استُبدل بنظام الفيلات والملكيات الزراعية الرومانية، التي تعتمد على عمل الرق بشكل جزئي، نظام المانورالية والقنانة. عرّف المؤرخ بيتر ساريس خصائص الإقطاعية في المجتمع في القرن السادس في إيطاليا، وحتى قبل ذلك، في الإمبراطورية البيزنطية ومصر. كان أحد الاختلافات بين المزرعة (الفيلا) والضيعة القروسطية أن الزراعة في المزارع متخصصة وذات توجه تجاري بينما كانت الزراعة في الضيع موجهة باتجاه الاكتفاء الذاتي.
كانت العبودية ذات أهمية كونها تمثل القوى العاملة الزراعية في الإمبراطورية الرومانية، وانقرضت في أوروبا الغربية بحلول عام 1100. اعتُبر عبيد الإمبراطورية الرومانية من الممتلكات، مثل الماشية، دون حقوق شخصية ويمكن أن يباعوا أو يُتاجر بهم حسب رغبة مالكهم. بشكل مشابه، كان الأقنان مربوطين بالأرض ولا يمكنهم التحرر من عبوديتهم، لكن توليهم للأرض كان مضمونًا؛ إذا تغير مالِكو الضيعة يبقى الأقنان في الأرض. يمتلك الأقنان حقوق محدودة على الممتلكات، وكانت حرية حركتهم محدودة وكانوا مديونين بعملهم أو أجرهم لمالك الأرض.
كانت أراضي النظام الإقطاعي مزدهرة في معظم أنحاء أوروبا الشمالية بحلول عام 1000، وكانت تتركز في الأراضي الزراعية الغنية في وادي نهر السين في فرنسا ووادي نهر التيمز في إنجلترا. كان الشعب القروسطي مقسمًا إلى ثلاثة أجزاء: الذين يصلون والذين يحاربون والذين يعملون؛ كان الأقنان والمزارعون يعملون ويدفعون الضرائب، ورجال الدين يصلون، والنبلاء والفرسان والمحاربون يقاتلون. في المقابل، حصل المُزارع على فوائد (أو عبء) الدين (العبادة) وحماية الجنود المسلحين. أخذت الكنيسة العِشر (ضريبة) وتطّلب الجنود استثمار اقتصادي كبير. نتجت فجوة قانونية واجتماعية بين الكاهن والفارس والمُزارع. وأكثر من ذلك، مع نهاية الإمبراطورية الكارولينجية (800-888)، تراجعت قوة الملوك ولم يكن للسلطة المركزية وجود يُذكر. وهكذا، أصبح الريف الأوروبي خليطًا من إقطاعيات صغيرة مستقلة جزئيًا ويحكم فيها اللوردات ورجال الدين تعدادًا سكانيًا معظمه من المزارعين، وبعض المتمتعين برخاء نسبي، وبعض مالكي الأراضي، والبعض الآخر من المُعدمين.
كان هنالك عامل كبير ساهم بزوال الإقطاعية في معظم أوروبا وهو الموت الأسود بين عام 1347 و1351 وبعض الأوبئة اللاحقة التي قضت على ثلث الشعب في أوروبا أو أكثر. في الفترة التي أعقبت الموت الأسود، هُجرت الأراضي وكان العمل قليلًا وتغيرت العلاقات المتينة بين المزارعين والكنيسة والطبقة الأرستقراطية. بشكل عام، يُعتبر أن الإقطاعية قد انتهت في أوروبا الغربية في عام 1500 تقريبًا، على الرغم من أن الأقنان لم يُحرروا بشكل نهائي في روسيا حتى عام 1861.
الضيعة الإقطاعية كانت الأرض الزراعية في العصور الوسطى تحت النظام الإقطاعي، تُنظم عادةً في الضيع. تكون مساحة الضيعة القروسطية عبارة عن عدة مئات (أو أحيانًا آلاف) من الفدادين. يكون قصر الضيعة الكبير كمنزل دائم أو جزئي لسيد الضيعة. كانت بعض الضيع تحت سلطة الأساقفة أو رئيس الدير في الكنيسة الكاثوليكية. امتلك بعض اللوردات أكثر من ضيعة واحدة، كما كانت الكنيسة تتحكم بمناطق كبيرة. يوجد داخل أراضي الضيعة، أبرشية (كنيسة رعوية) وتجمع قروي مؤلف من بيوت تؤوي الفلاحين، عادةً في جوار قصر الضيعة. كان قصر الضيعة، والأبرشية، والقرية (التجمع القروي) محاطين بأرض مزروعة ومحروثة وغابات ومرعى. كان جزء من الأرض ملكًا خاصًا لسيد الضيعة، وقد كان بعضها يُخصص لمزارعين أفراد، وبعضها لقس الأبرشية. أتيحت بعض الغابات والمراعي للانتفاع المشترك واستُخدمت للرعي وتجميع الحطب. امتلكت معظم الضيع طواحين لطحن الحبوب وتحويلها إلى طحين، وفرن لإنتاج الخبز.